# Ranchetto
Ranchetto (localmente conosciuto come Il Ranchetto) è una frazione del comune di Castiglion Fiorentino, in provincia di Arezzo, a circa 10 km dal capoluogo comunale.

## Il borgo del Ranchetto
Il piccolo villaggio è situato su un pendio al di sopra del "fosso delle Strosce", piccolo corso d'acqua affluente del torrente Nestore. Il nome deriva dalla parola "ranco", un'antica operazione di disboscamento che consisteva nell'abbattere gli alberi, bruciarli e utilizzare la cenere come fertilizzante per i terreni.
Il borgo è di origine tardo-medievale, essendo stata la prima abitazione costruita sul finire del XV secolo. Attualmente è costituito da un numero esiguo di case costruite in pietra toscana, una piccola chiesa e una fonte, che in passato fungeva da abbeveratoio e lavatoio. Il luogo è ameno e solitario: per raggiungerlo bisogna percorrere almeno 5 km di strada sterrata tra boschi e radure. Attualmente una sola famiglia abita per tutto l'anno nel piccolo borgo.
Originaria del Ranchetto è la famiglia Orsini, la quale, anticamente imparentata con papa Benedetto XIII, fuggì da Roma rifugiandosi in questo luogo appartato, non lontano dall'antico confine pontificio.
Da Castiglion Fiorentino l'unica via che conduce al Ranchetto è la cosiddetta "strada degli Amareti", che si imbocca poco dopo l'abitato di Santa Cristina in val di Chio, e, passando per le frazioni di Alteto e San Martino di Sopra, continua per il Poggio della Fontanina e il monte Largnano (800 m s.l.m.), giungendo alfine al Ranchetto.

## Badia di Largnano
Nei pressi di Ranchetto, si conservano i ruderi della badia di Largnano, situata alla quota di 742 m s.l.m.
Citata nelle decime del 1147, è nominata anche tra le suffraganee della pieve di Chio nelle decime del 1295, nonostante la distanza da essa. Decadde dopo la distruzione del "castello di Largnano", un tempo situato in cima al monte omonimo e caduto in rovina tra il XV e il XVI secolo. Nel Seicento la badia era nota con la denominazione di "Sant'Angelo di Largnano" e vi si celebrava mensilmente la Messa.
Nel 1807 per volere di Giovanni Moroni venne ricostruito un luogo di culto di dimensioni minori dell'originale chiesa abbaziale, dedicato a San Michele Arcangelo. Il Ghizzi ne descrisse le strutture dandone anche le dimensioni: " ... lunga braccia ventidue e sette terzi, larga braccia dieci e un quarto, alta alle pareti laterali braccia 11 e un terzo. Il coro è in volterranea, la chiesa è a tetto con due cavalloni con corde ...". A metà dell'Ottocento venne costruito nelle vicinanze il cimitero. Nel 1890 un ciclone devastò sia la chiesa che la canonica, ma furono ristrutturate negli anni successivi.
Durante la seconda guerra mondiale una donna tentò di uccidere il parroco (don Fausto Calieri) avvelenando il vino per la Messa.
Nel 1958 vi fu celebrato l'ultimo matrimonio; vennero dette Messe fino al 1962, dopo di che la chiesa fu chiusa. Parte delle suppellettili e degli arredi sacri furono trasferiti nell'attuale chiesetta del Ranchetto. Attualmente il complesso è in stato di abbandono.
L'edificio sacro è ad unica navata; ai lati si trovano due altari, con fronti dipinti sulla parete. Sul pavimento vi sono tre botole che racchiudono le antiche fosse di sepoltura. In fondo vi è l'altare maggiore, monumentale ma del tutto spoglio, realizzato interamente in muratura affrescata ad imitazione del marmo. Sopra di esso corre l'arcata che immette all'abside della chiesa, la cui volta attualmente è bucata. Sulla parete di fondo era posta una tela che raffigurava l'apparizione di San Michele Arcangelo.
È possibile raggiungere i ruderi della badia solamente a piedi tramite due sentieri, opportunamente indicati, che si snodano dalla strada sterrata Poggio Fontanina - Ranchetto. Attualmente sia la chiesa che gli edifici antistanti sono altamente degradati ed esposti alle intemperie e ai furti. Lo stato attuale può però ancora permettere il recupero della chiesa e di parte dei locali che, opportunamente restaurati, potrebbero essere il luogo ideale per ospitare comunità religiose in ritiro spirituale.

## Castello di Largnano
Dalla strada che dal Poggio della Fontanina conduce al Ranchetto, passato il primo bivio per la badia, sulla sinistra vi è un grosso spiazzo da cui si può ascendere al monte Largnano (800 m. s.l.m.). Non vi sono sentieri ma la vegetazione non si presenta in questo tratto particolarmente fitta. Sulla cima della montagna, dove attualmente è posta una grande croce metallica, nell'antichità sorgeva un castello, di cui attualmente sono visibili solo dei piccoli tratti di cinta muraria.
La prima notizia del fortilizio risale all'anno 1027; esso era nato come avamposto di controllo sulle zone limitrofe. Nel 1289 era sotto il controllo di Castiglion Fiorentino, ma, durante il XIV secolo, divenne oggetto di disputa tra gli aretini e i perugini. In quel periodo i castellani della Montanina scorrazzavano fin qui per depredare il bestiame. Nel 1385 passò ai fiorentini per poi tornare, sul finir del secolo, a Castiglioni. Dai documenti a disposizione non è possibile effettuare una ricostruzione del castello; certo è che non era eccessivamente piccolo in quanto nel 1385, oltre al capitano, vi risiedevano quaranta persone. Non si hanno notizie di esso dopo il XV secolo. Nel catasto Lorenese del 1823 il monte viene indicato come "Luogo d.° Il Castello diruto di Largnano". Nel 1850 vennero alla luce alcune rovine e molti chili di grano, in parte buono, in parte carbonizzato, il che lascia supporre che il fortilizio venne incendiato.

## Immagini varie

### Ranchetto

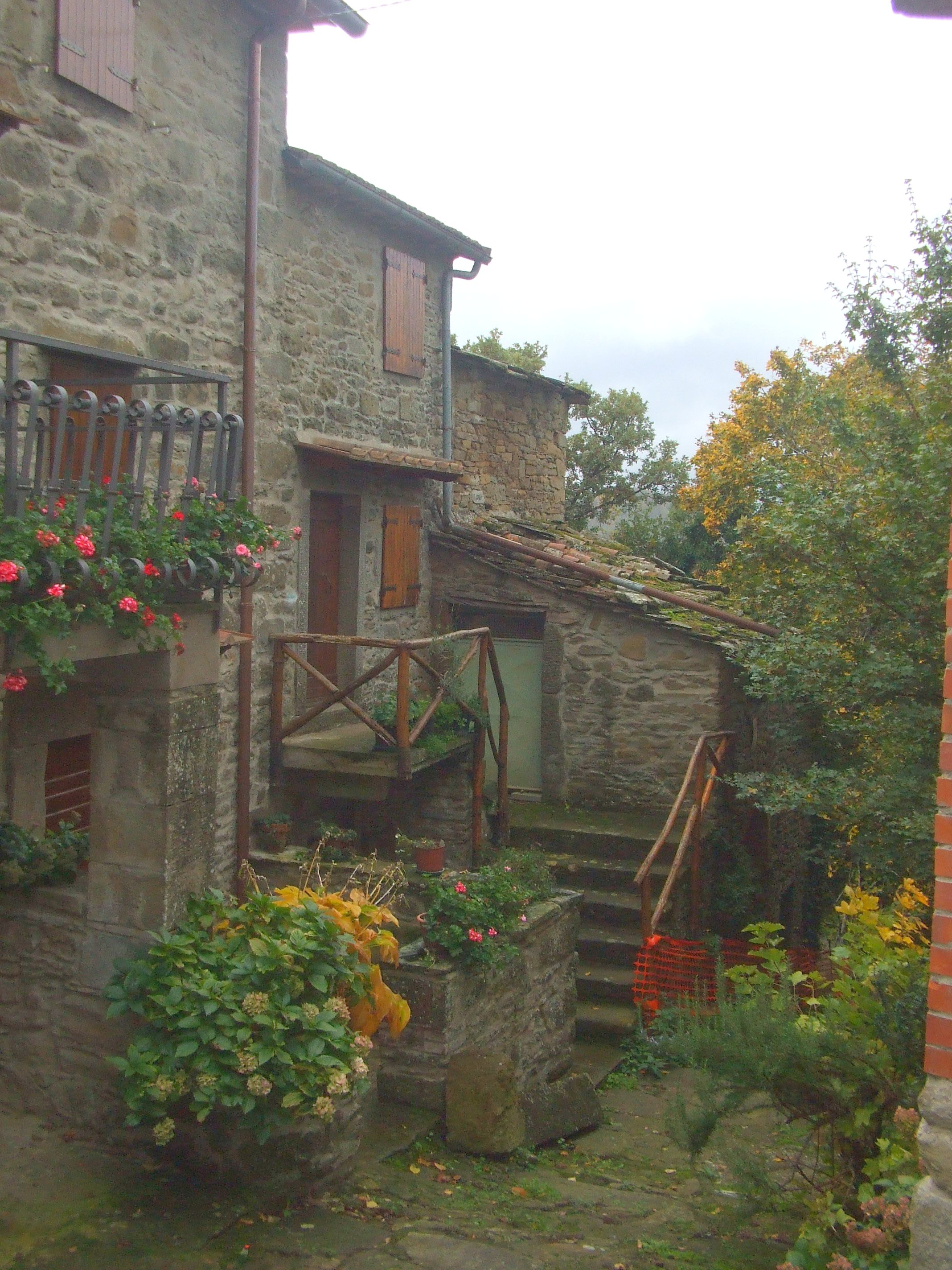
Case caratteristiche del paese
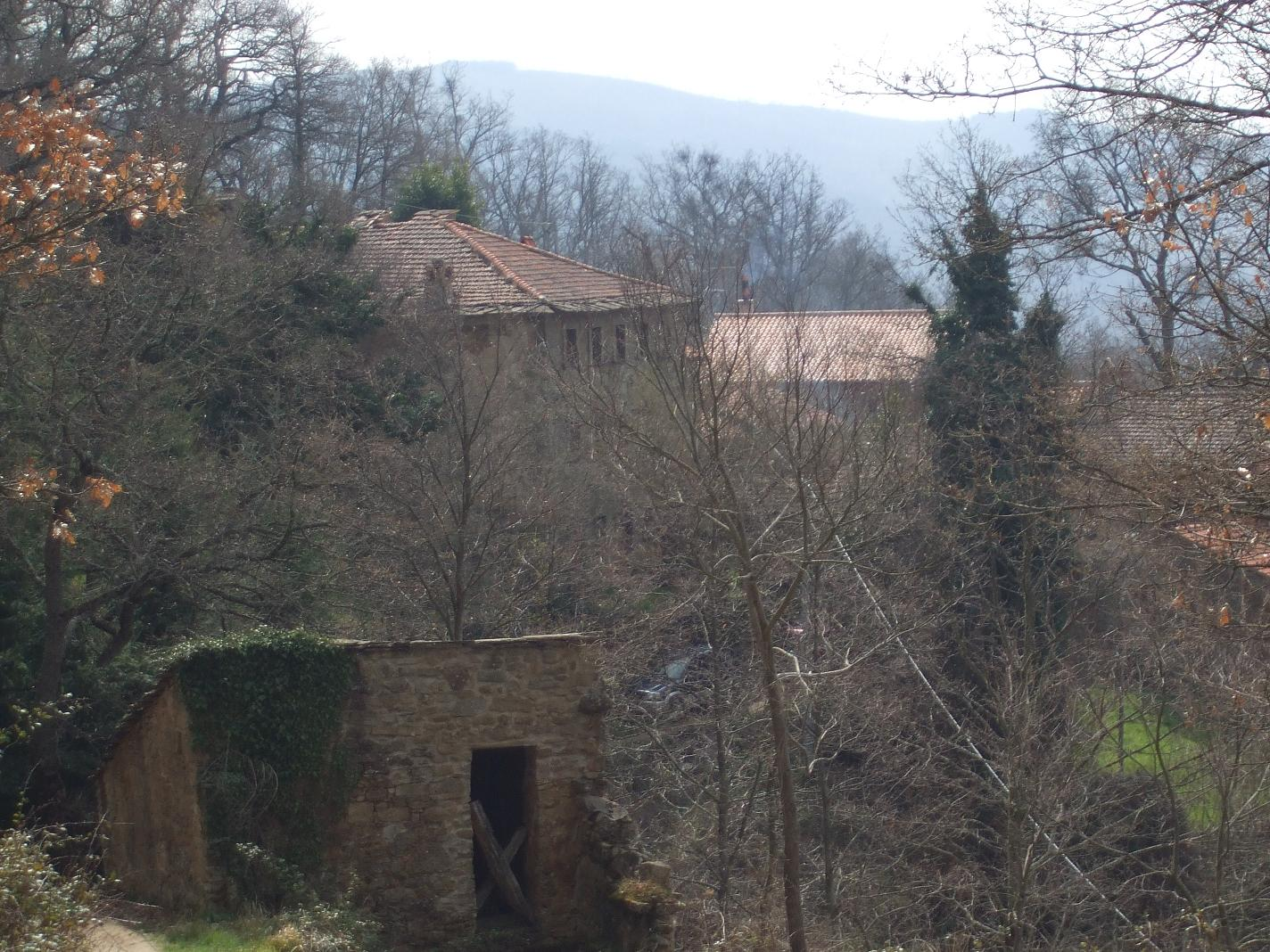
Ingresso al borgo del Ranchetto
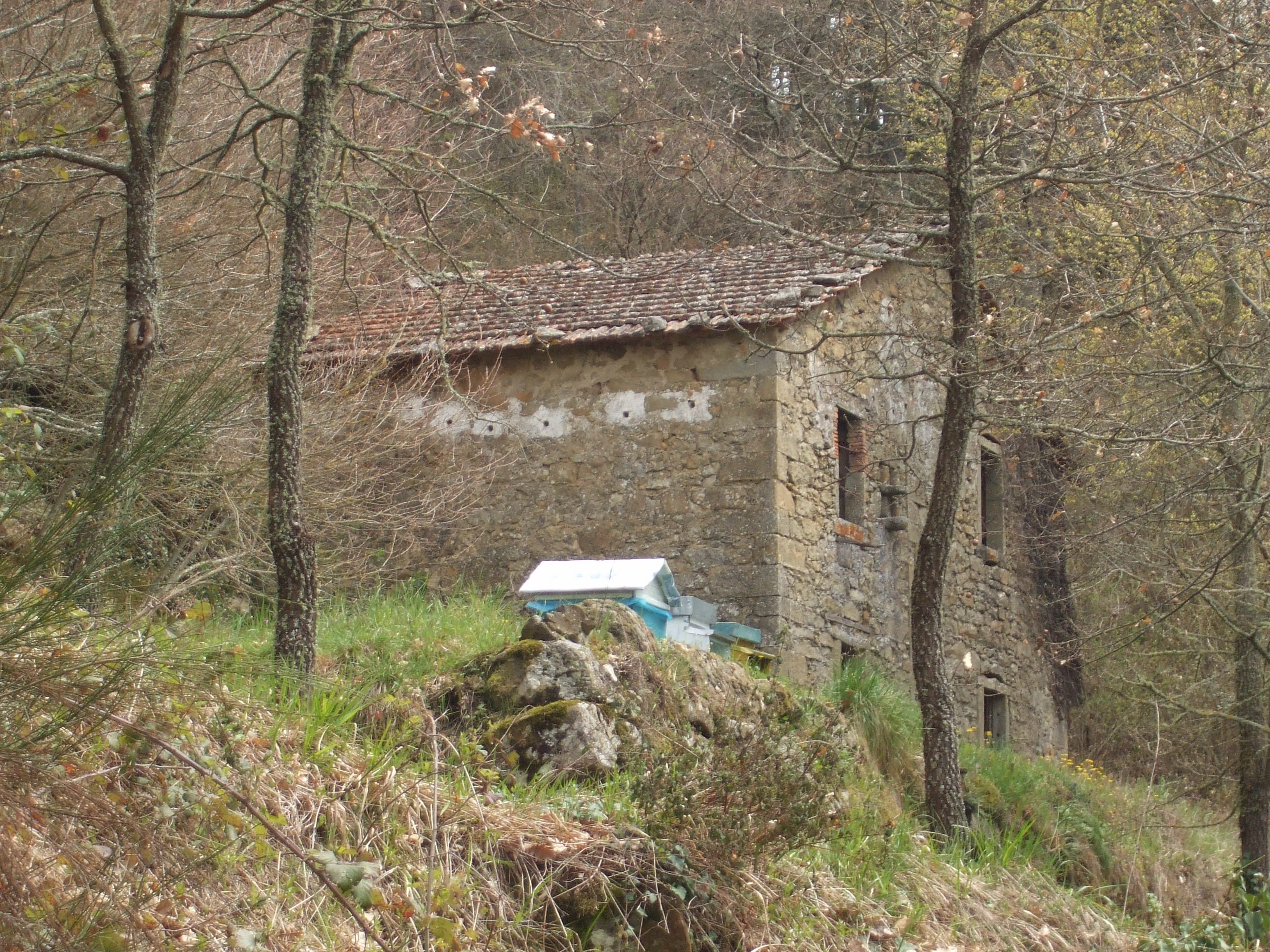
Casa abbandonata del Ranchetto
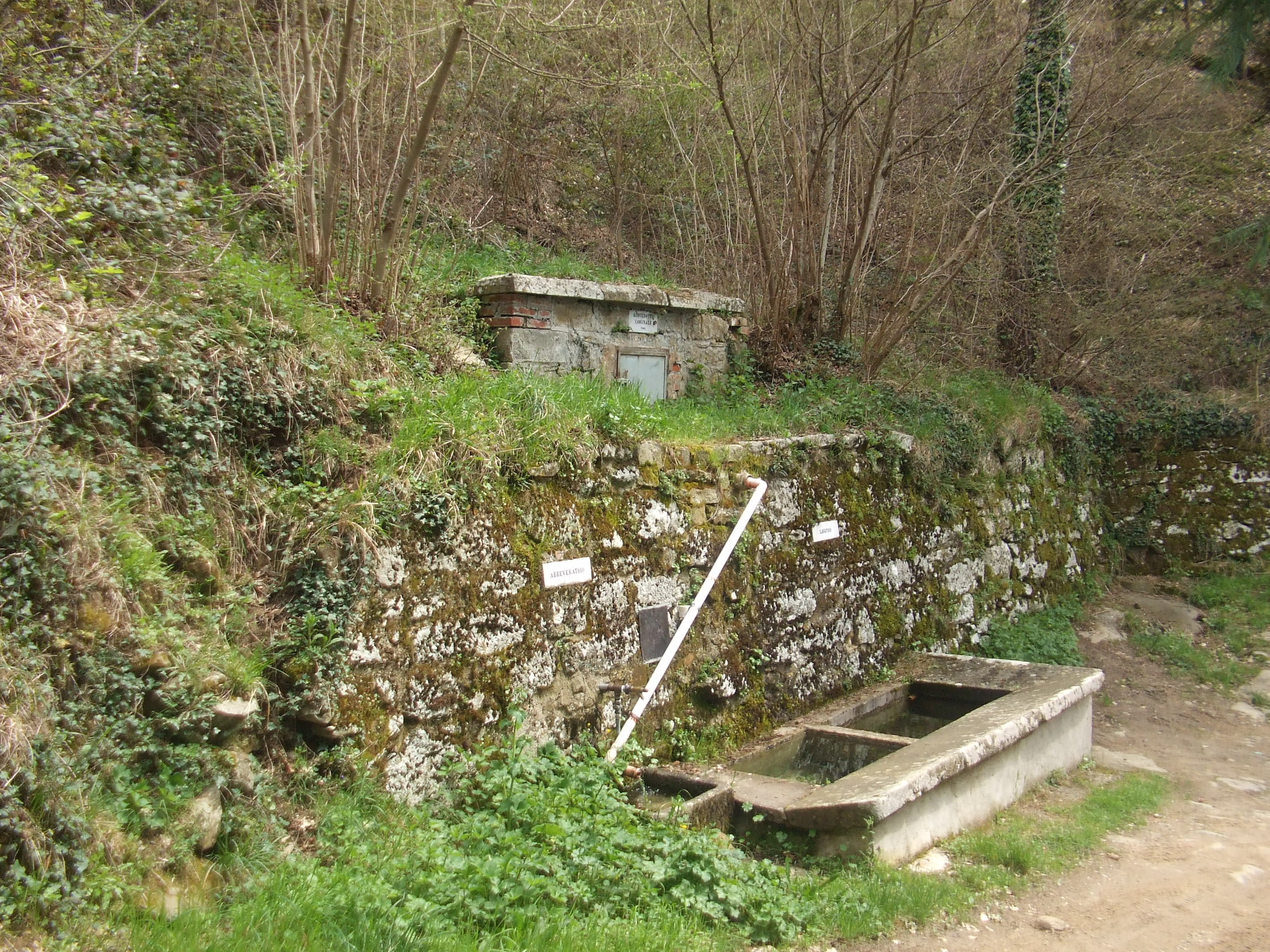
Lavatoio e abbeveratoio all'inizio del borgo

### Badia di Largnano

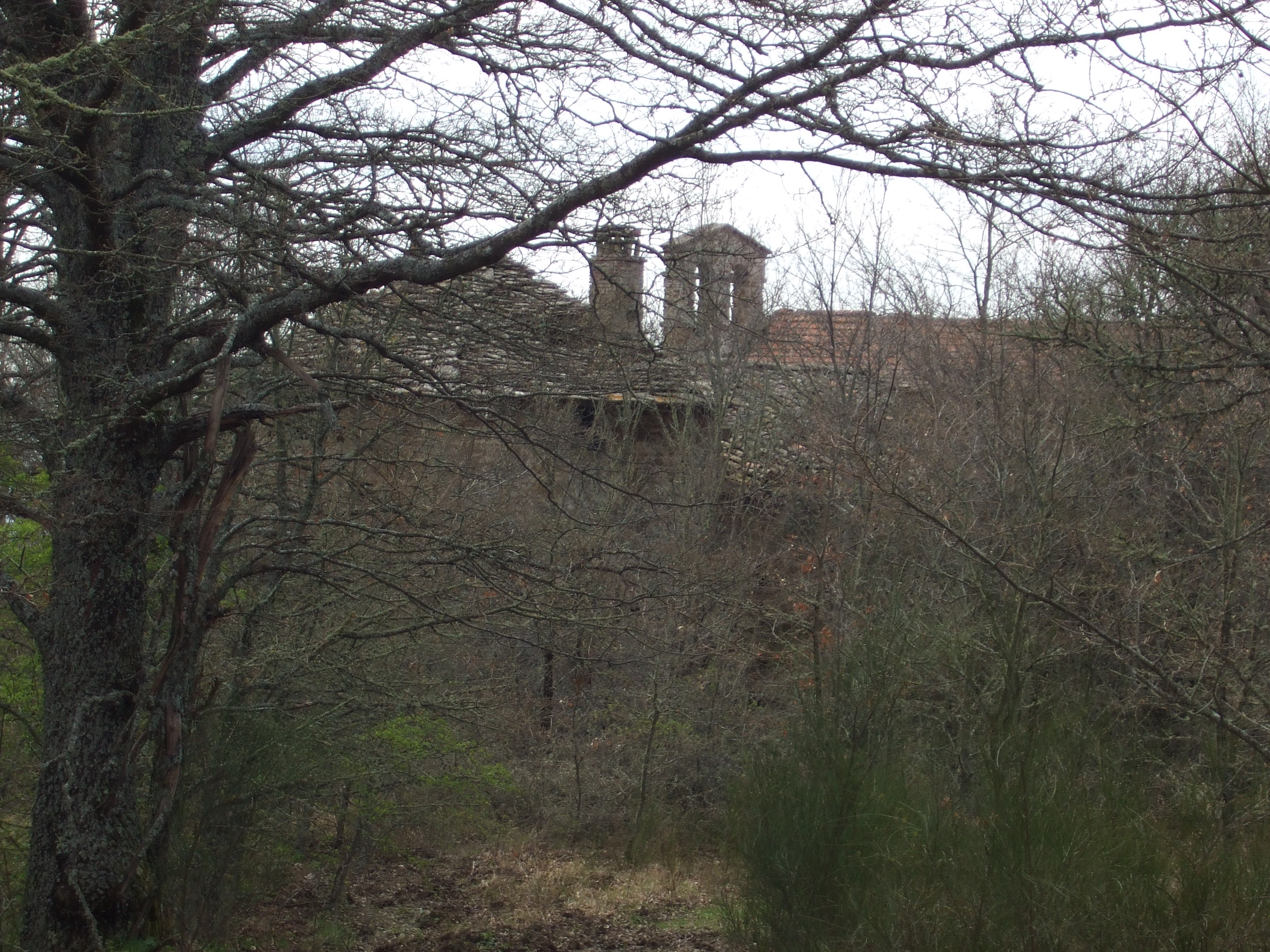
Ruderi della badia di Largnano
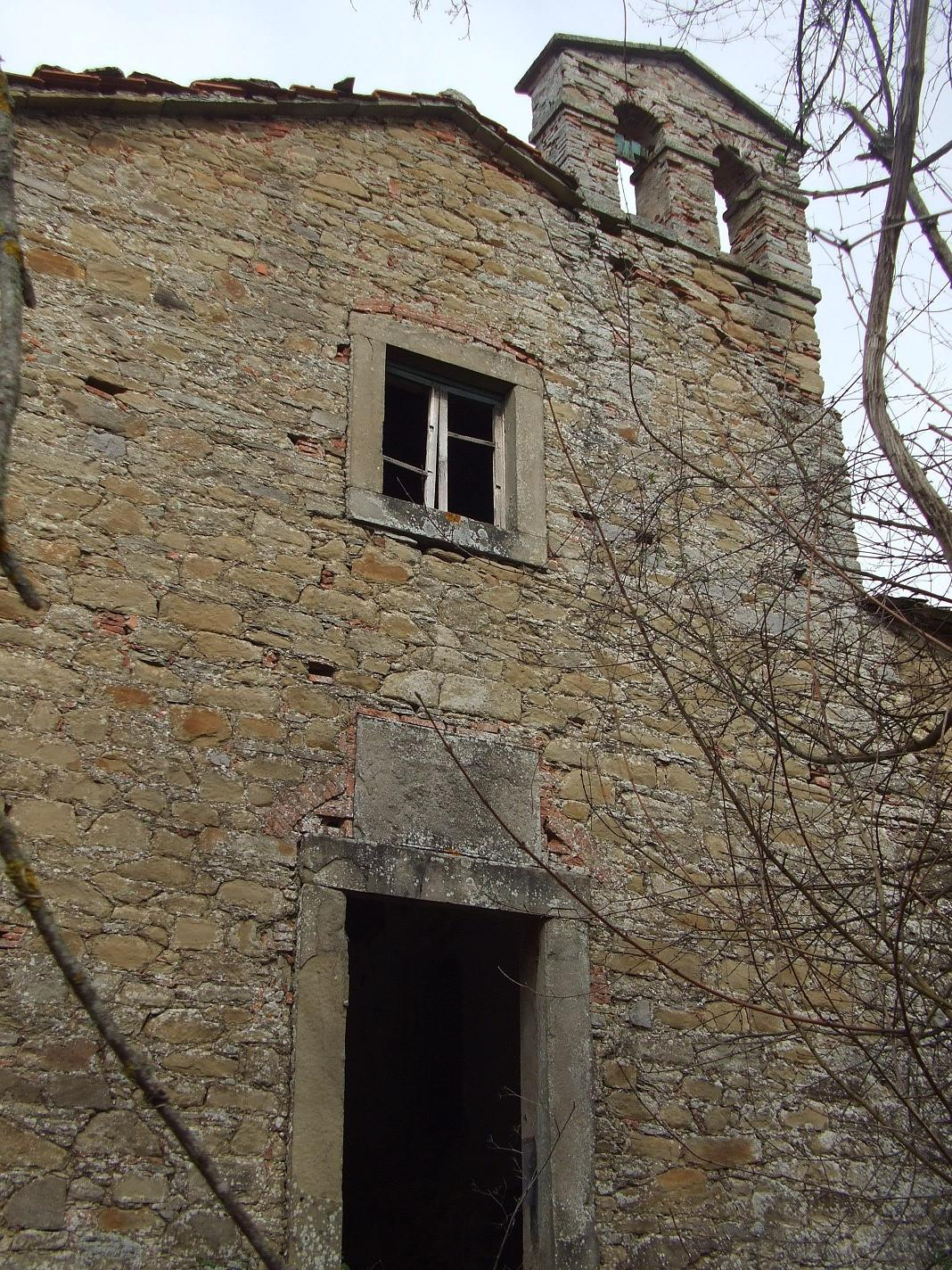
Facciata della badia di Largnano
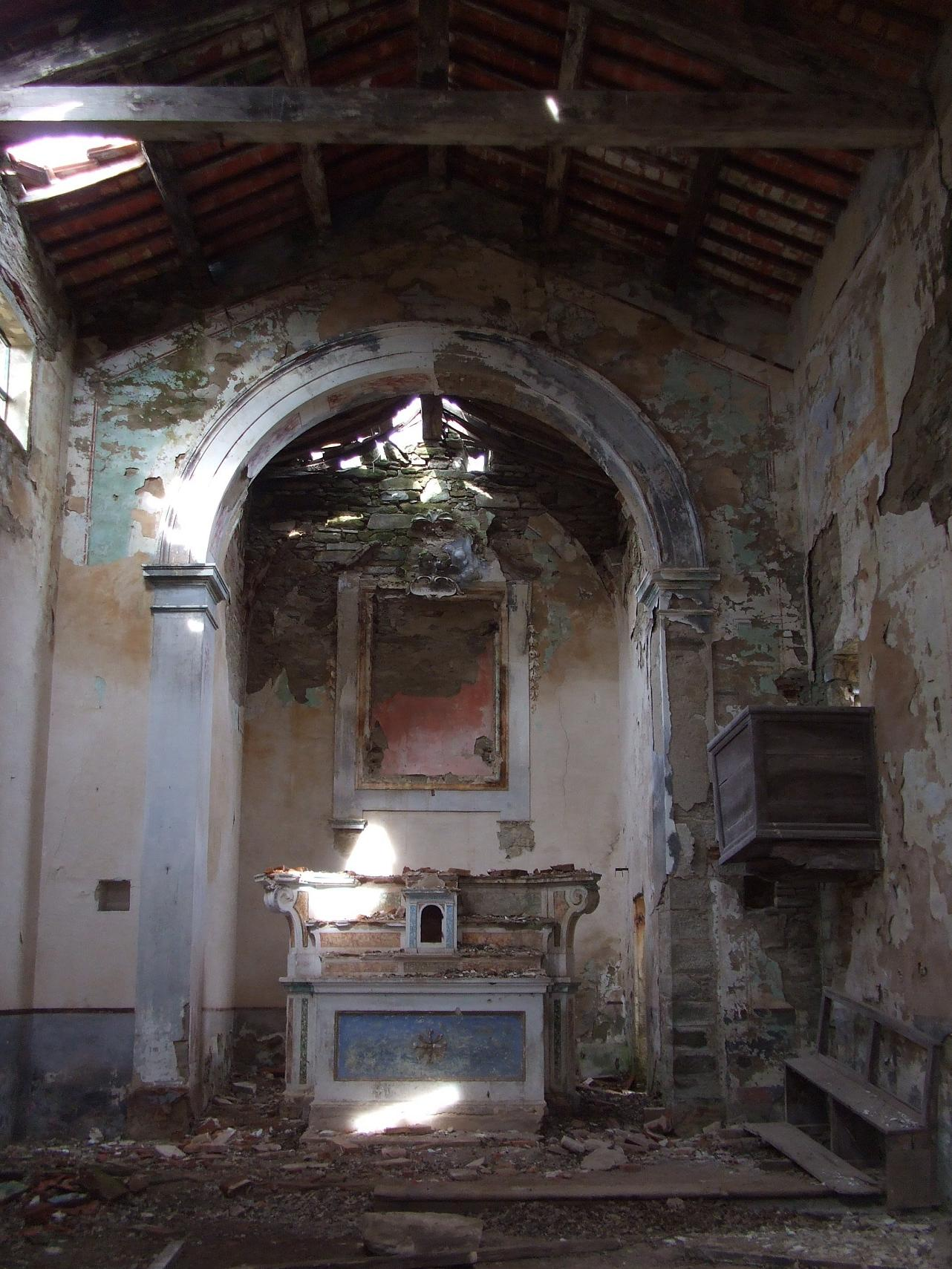
Interno della badia
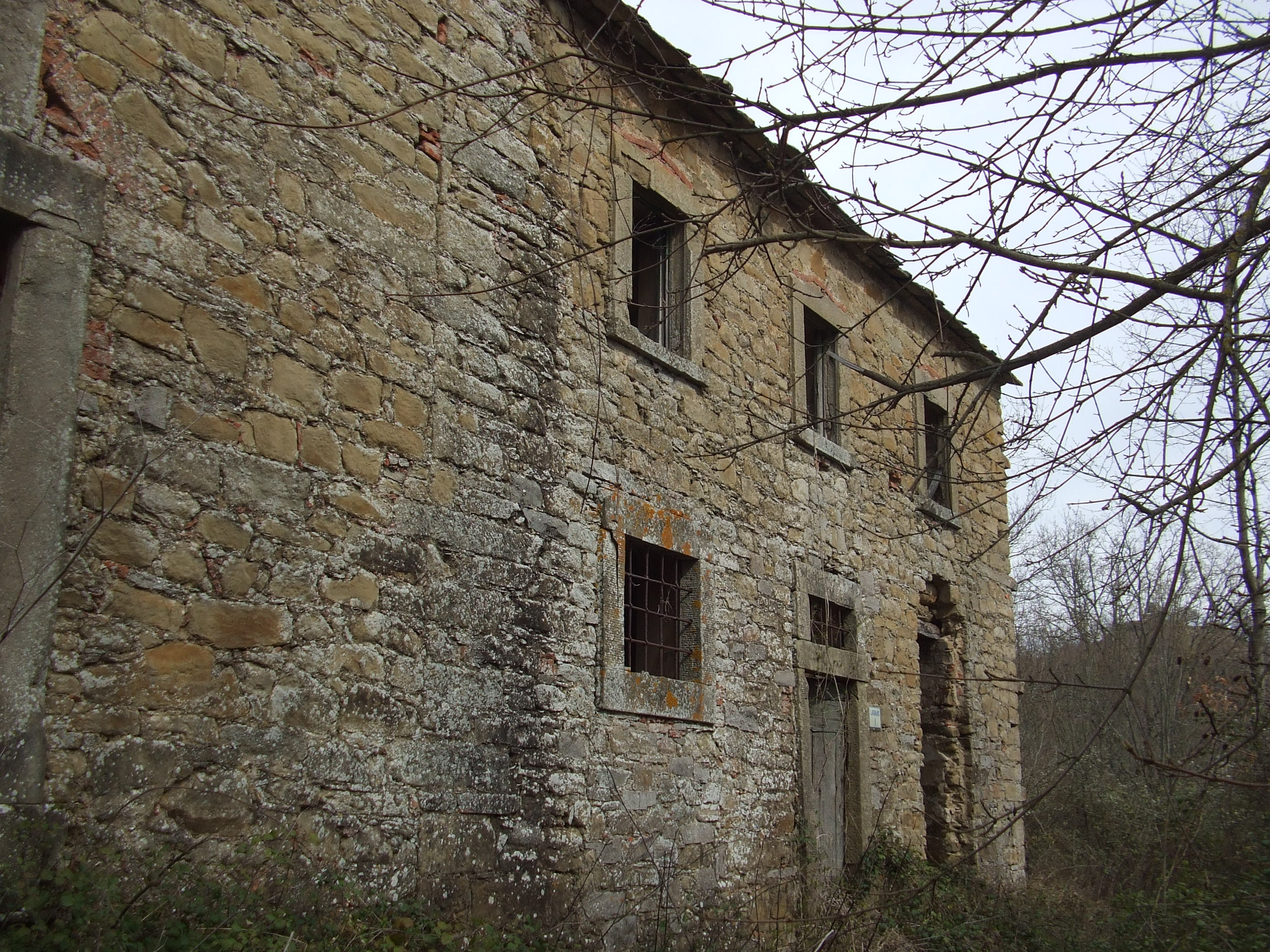
Edifici prospicienti la badia
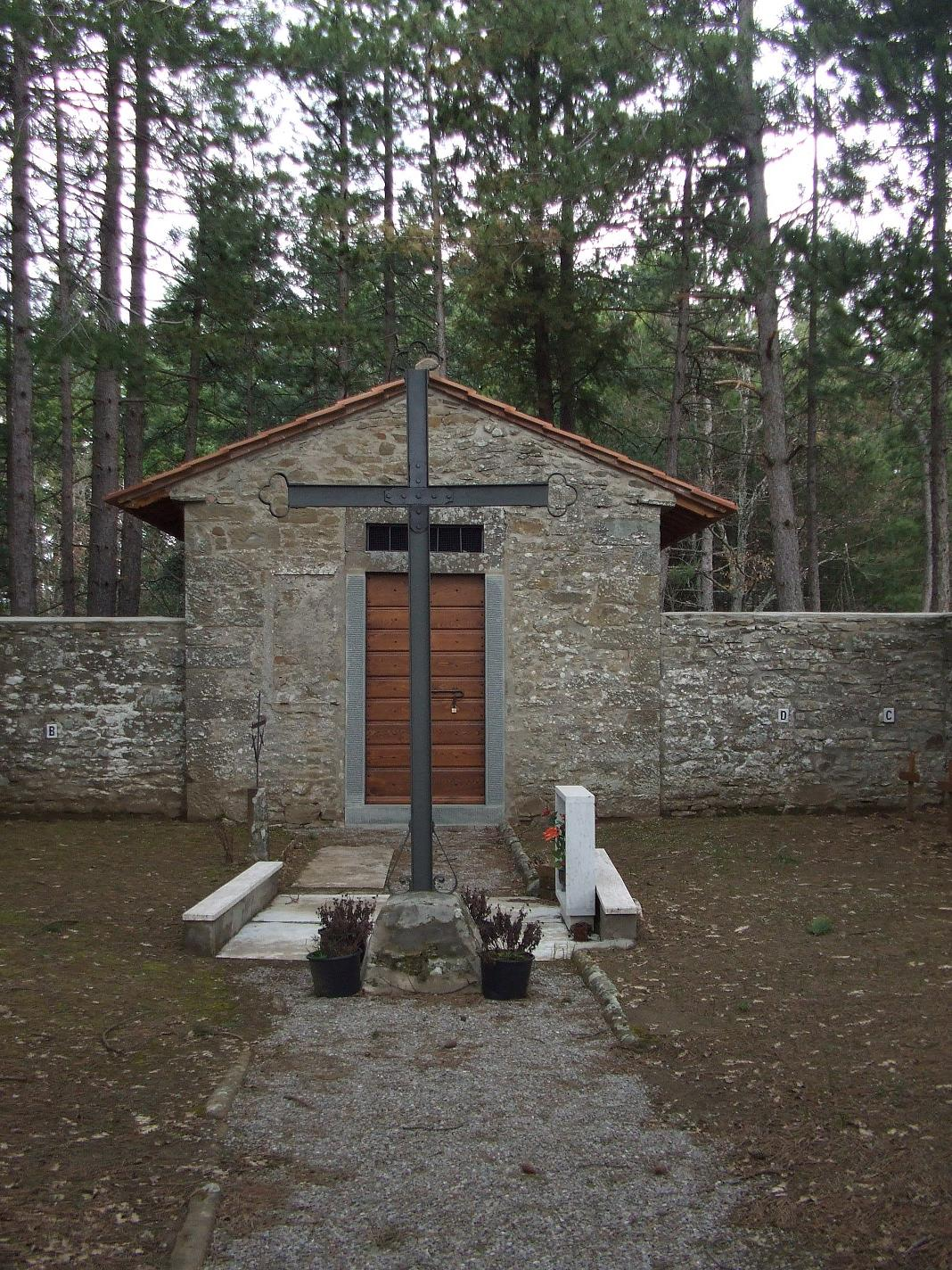
L'ottocentesco cimitero di Largnano

### Monte e castello di Largnano

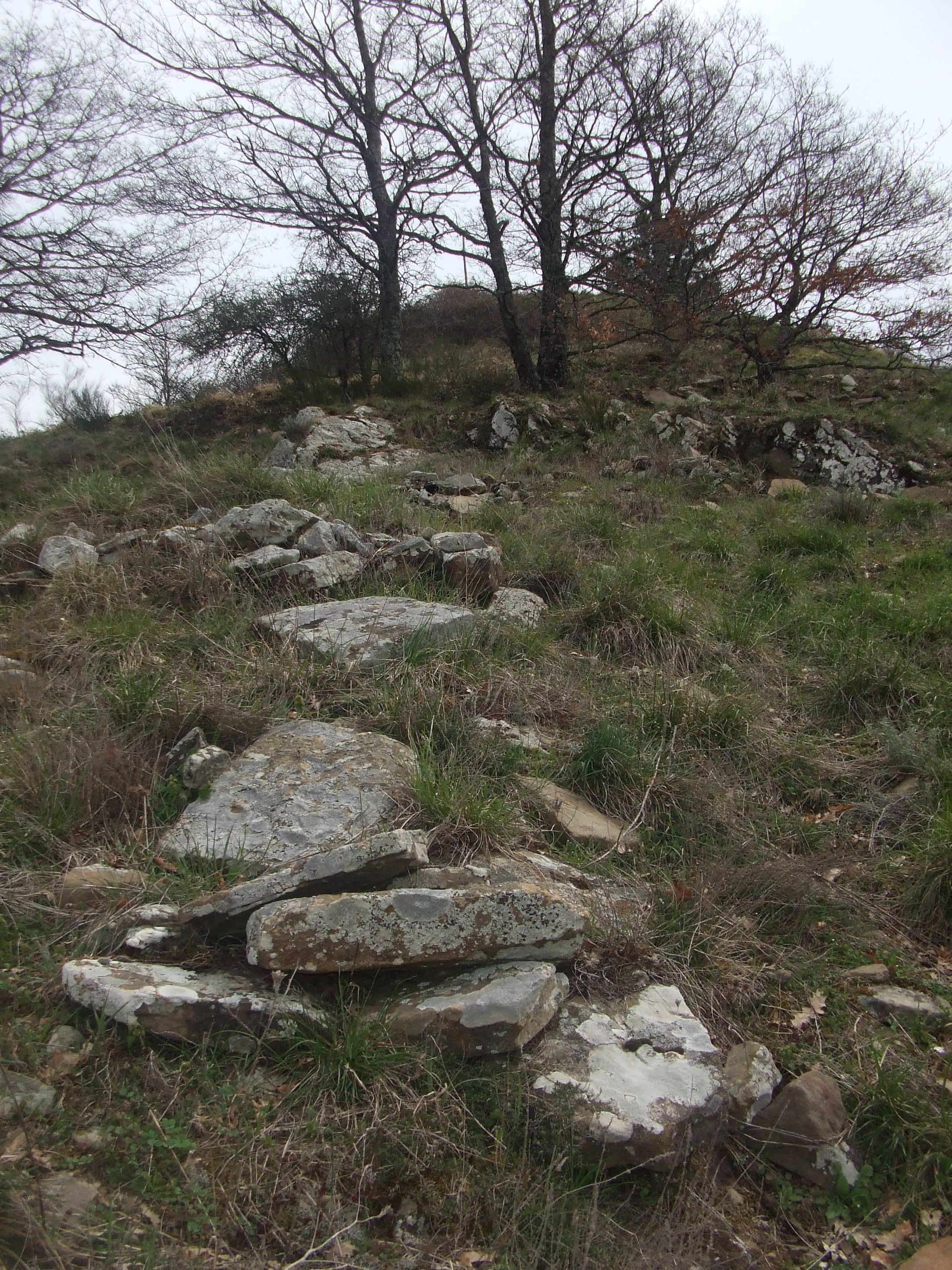
Il monte Largnano
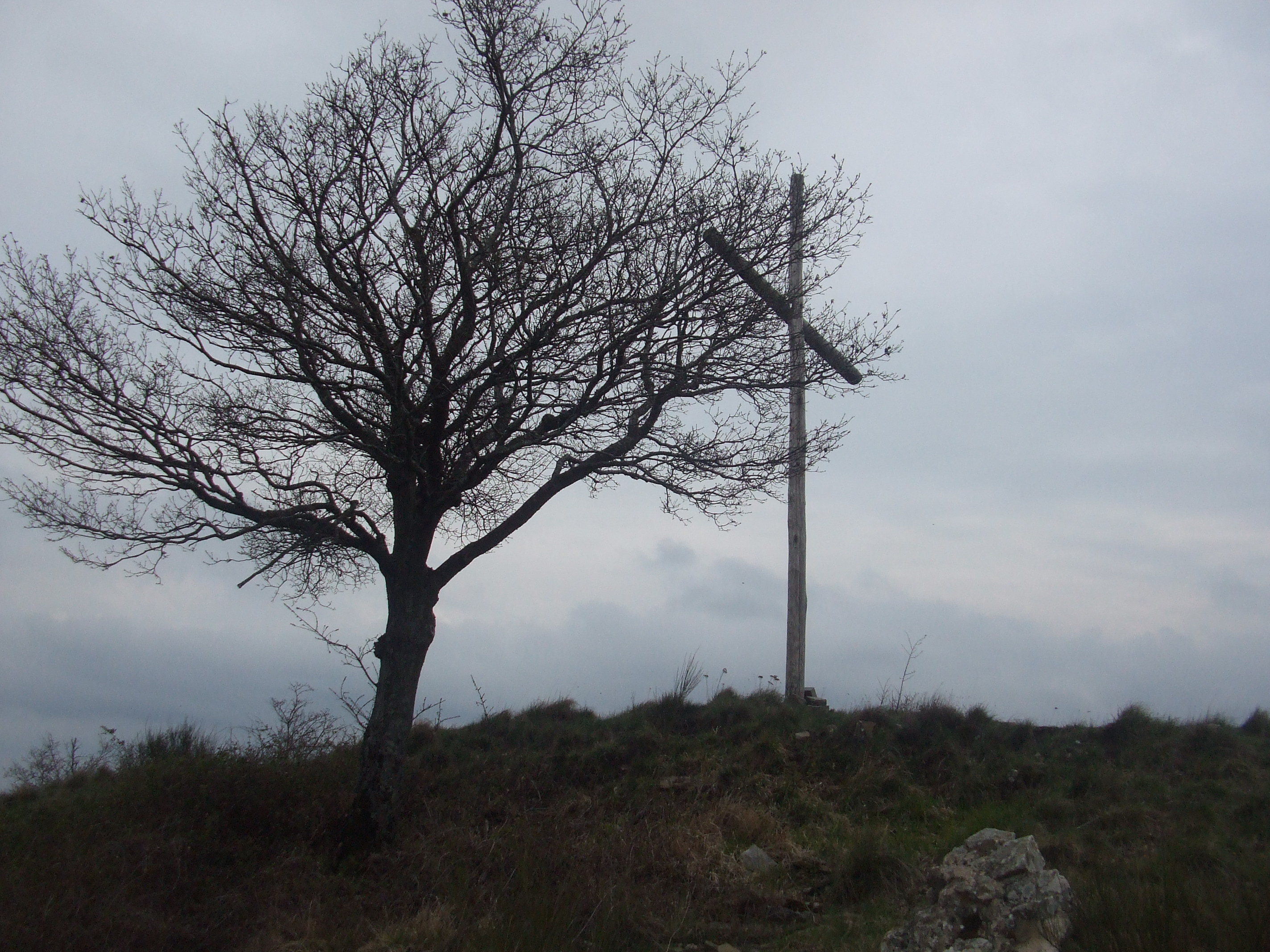
Cima del monte con la Croce
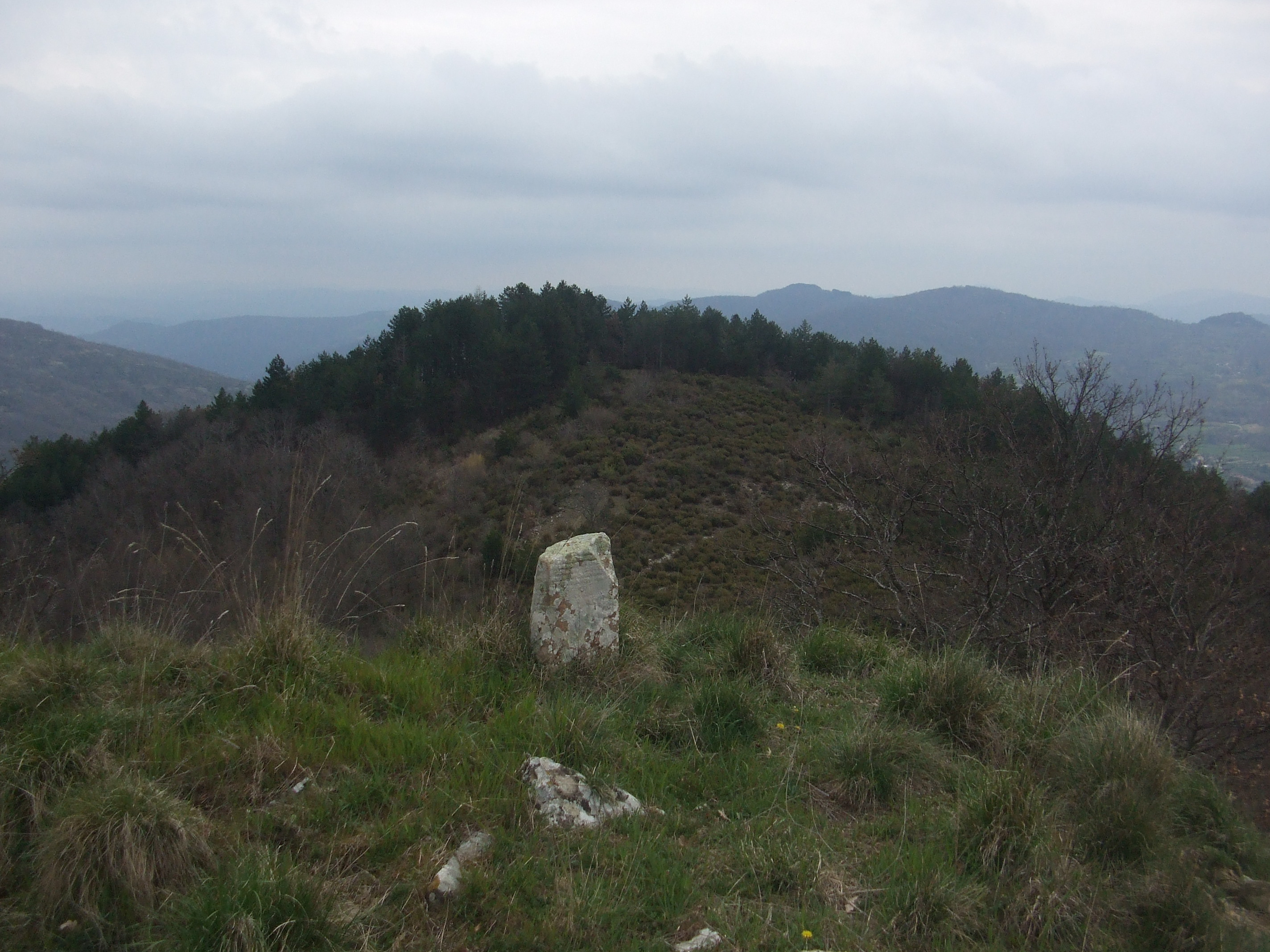
Panorama dalla vetta del monte Largnano
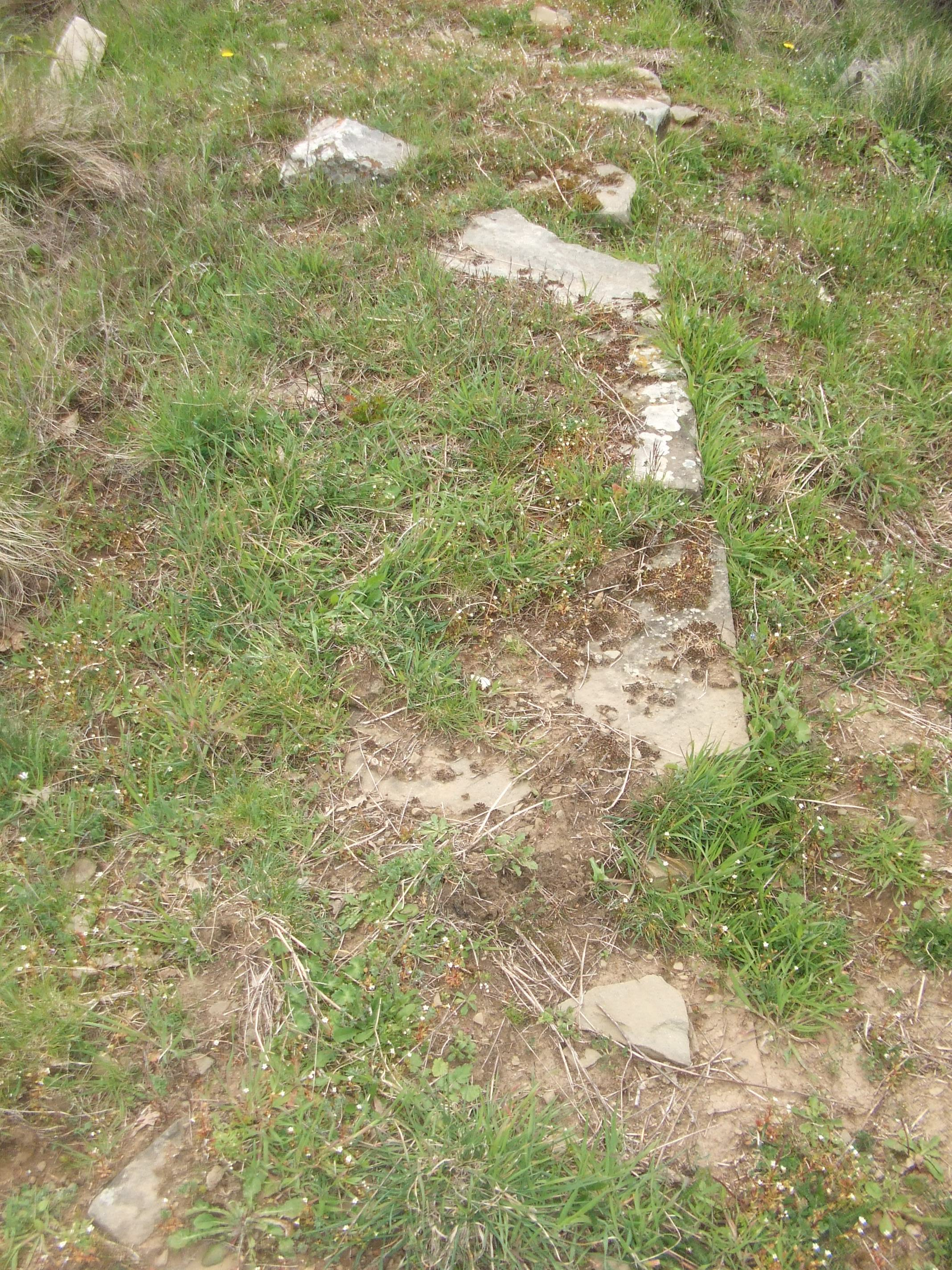
Resti del castello di Largnano